# Jazz (roman)
Pour les articles homonymes, voir Jazz (homonymie).
Jazz (titre original : Jazz) est un roman historique écrit en 1992 par l'auteur américaine Toni Morrison.
Ce roman constitue la seconde partie de la trilogie de Toni Morrison sur l'histoire des Afro-américains, qui commence avec Beloved et finit avec Paradis.
L'action se déroule principalement dans le Harlem des années 1920, même si le passé de certains personnages se déroule dans le sud de l'Amérique du milieu du XIXe siècle.
Comment faire pour survivre après la folie ?